# Fernand Gommaerts
Fernand Gommaerts (ou Gommaers), né à Mons le 31 décembre 1894 et mort en 1975, est un artiste-peintre, portraitiste et paysagiste belge. Il est l'un des représentants notables de l'école montoise de peinture.

## Biographie
Fernand Hadelin Jules Gommaers, né à Mons le 31 décembre 1994, est le fils de Jules Gommaers, ouvrier peintre, et de Nelly Bienfait.
À partir de ses douze ans, il reçoit une formation artistique aux cours du soir de l'Académie royale des Beaux-Arts de Mons ayant notamment comme professeurs René Caty, Georges Montenez et Émile Motte. Il travaille ensuite pendant deux ans dans l'atelier d'Anto Carte puis comme assistant du peintre Clément Stiévenart. En 1914, il reçoit un prix d'excellence de l'Académie des Beaux-Arts de Mons. Il est alors engagé en qualité de décorateur par le père de Frans Depooter. 
Lors de la Première Guerre mondiale, les Allemands le déportent en Allemagne comme travailleur forcé en 1917.  
Dans l'entre-deux-guerres et après la Seconde Guerre mondiale, il présente ses œuvres lors de nombreuses expositions à Mons, La Louvière, Charleroi, Binche, Tournai, Liège, Malines et Bruxelles. En 1927, la ville de Mons acquiert le portrait du peintre Marcel Gillis. En 1943, il reçoit le prix du Hainaut. Il est secrétaire puis président du Cercle artistique « Le Bon Vouloir » à Mons et membre du Groupe « L'Essaim ». Il enseigne l'histoire de l'art à l'Institut d'Études Sociales de l'État à Mons où il a notamment pour élève René Harvent. 
Dans son style, Fernand Gommaerts adopte une facture intimiste dans la représentation de paysages et de portraits. Il illustre principalement les environs de Mons et quelquefois des paysages d'Italie ou d'Espagne. Très attaché à son terroir hennuyer, il puise son inspiration dans la nature s'en détachant toutefois par l'audace des coloris et la liberté d'interprétation. Dans ses dernières années, il représente davantage des crépuscules à l'entrée de villages. 
Ses œuvres font partie des collections des musées ou villes de Charleroi, La Louvière, Mons et Reims. 

## Distinctions belges
- Officier de l'ordre de la Couronne en 1928.
- Chevalier de l'ordre de Léopold II en 1927.

## Sélection d'œuvres
- Portrait de Marcel Gillis, huile sur toile, Collections de la ville de Mons, 1927.
- La Robe rouge, peinture à l'huile, Collections du BPS22, 1932.
- Jeune fille au bol, présenté au salon d'Art wallon contemporain à Liège, 1932.
- Prairie, huile sur toile, Musées de Reims.
- Paysage boisé, huile sur toile.
- Étang boisé, huile sur toile.
- Torse féminin, huile sur toile, exposition artistique du Journal de Charleroi à Charleroi, 1940.
- Paysage à Lobbes n°7, huile sur toile présentée à la galerie Breughel à Bruxelles, 1955.
- Meules de foin dans la campagne montoise, huile sur toile.
- La Clairière, huile sur toile.